# Erodynerus maculipennis
Erodynerus maculipennis är en stekelart som först beskrevs av Smith 1858.  Erodynerus maculipennis ingår i släktet Erodynerus och familjen Eumenidae. Inga underarter finns listade i Catalogue of Life.